# Schlacht von Northampton
St Albans – Blore Heath – Ludlow – Northampton – Wakefield – Mortimer’s Cross – St Albans – Ferrybridge – Towton – Hedgeley Moor – Hexham – Edgecote Moor – Losecote Field – Barnet – Tewkesbury – Bosworth Field – Stoke
Die Schlacht von Northampton fand am 10. Juli 1460 statt und war ein entscheidender Wendepunkt im Rahmen der Rosenkriege zugunsten des Hauses York. In der Schlacht standen sich die königlichen Truppen Heinrichs VI. aus dem Haus Lancaster und die Truppen des Hauses York unter Kommandant Richard Neville, 16. Earl of Warwick gegenüber. Die Schlacht endete mit einem Sieg des Hauses York und dem Tod wichtiger Vertreter des Hauses Lancaster.

## Historischer Hintergrund
Die Yorkisten schienen nach der Katastrophe an der Brücke von Ludford am Ende zu sein. Einige der Yorkistischen Kommandanten, Richard Neville, 16. Earl of Warwick, Richard Neville, 5. Earl of Salisbury und der älteste Sohn von Richard Plantagenet, 3. Duke of York, Eduard, Earl of March, erreichten Calais am 2. November 1459, wo Warwick seinen Onkel Lord Fauconberg traf. Währenddessen zogen sich York und sein zweitältester Sohn, Edmund, Earl of Rutland, in das sichere Irland zurück.
Auf dem englischen Festland nutzten die Lancastrianer die Flucht der Yorkisten aus; der Earl of Wiltshire wurde zum Leutnant von Irland ernannt und Henry Beaufort, 2. Duke of Somerset, wurde Kapitän von Calais. Keiner von ihnen konnte jedoch sein Amt besetzen und ausführen, da Irland und Calais sie nicht annahmen.
Die Lancastrianer gaben Somerset eine Armee, um Calais zu stürmen, aber zuerst mussten sie den Kanal überqueren, weswegen mit dem Bau einer Flotte in Sandwich (Kent) begonnen wurde. Im Mai überquerte Warwick erneut den Kanal und zerstörte die neue Flotte dort. Warwick ließ seinen Onkel in Sandwich mit einer kleinen Truppe Yorkisten zurück, was als Grundstein für seine geplante Invasion von England dienen sollte.

## Ablauf der Schlacht
Am 26. Juni landeten Warwick, Salisbury und Eduard mit 2000 bewaffneten Männern in Sandwich. Der König und die Königin waren mit einer kleinen Armee in Coventry. Warwick betrat am 2. Juli mit einer Armee von etwa 20.000 bis 30.000 Mann London.
Die königliche Armee nahm eine defensive Position in Northampton ein, hinter ihnen befand sich der Fluss Nene, an dessen Ufern sich wassergefüllte Gräben mit aufgestellten Spießen befanden. Die Armee war etwa 10.000 bis 15.000 Mann stark. Die Lancastrianer verfügten auch über eine größere Anzahl von Feldgeschützen.
Während er heranrückte, schickte Warwick einen Botschafter, um an seiner statt mit dem König zu verhandeln. Der Lancastrianische Kommandant, der Duke of Buckingham, antwortete darauf: "Der Earl of Warwick soll nicht in die Gegenwart des Königs kommen, oder er wird sterben." Während Warwick an Northampton heranrückte, wurde ihm noch zweimal der Zutritt zum König verweigert. Einmal in Position, schickte er die Nachricht: "Um zwei Uhr werde ich mit dem König sprechen oder ich werde sterben."
Um zwei Uhr zogen die Yorkisten voran. Die Männer waren in einer Kolonne, aber der starke Wind und der Regen behinderte sie. Als sie mit den Lancastrianern zusammenkamen, wurde Warwick von einem Pfeilhagel getroffen, war jedoch froh, dass der Regen den Einsatz von Kanonen verhinderte.
Als Warwick die rechte Flanke der Lancastrianer erreichte, welche von Lord Grey of Ruthin geführt wurde, folgte ein Verrat: Grey ließ seine Männer die Waffen niederlegen und somit hatten die Yorkisten Zutritt zum Lager dahinter. Dies war ein harter Schlag für die Armee des Hauses Lancaster: Die Schlacht danach dauerte nur 30 Minuten. Die Verteidiger, unfähig in der Anlage zu manövrieren, flohen vom Feld, als ihre Linien von den Yorkisten überrollt wurden.
Der Kommandeur der königlichen Truppen, Humphrey Stafford, 1. Duke of Buckingham, sowie der Earl of Shrewsbury, und die Lords Egremont und Beaumont starben alle beim Versuch, König Heinrich vor den heranrückenden Yorkisten zu schützen. Insgesamt wurden dreihundert Lancastrianer in der Schlacht erschlagen. Der König wurde gefangen genommen.

## Auswirkungen der Schlacht
Mit dem Sieg in der Schlacht von Northampton übte das Haus York wieder stark Einfluss auf die Regierungsgeschäfte Heinrichs VI. aus. Ferner war Richard Plantagenet, Duke of York, in der Lage, aus seinem Exil in Irland nach England zurückzukehren.